# Silany

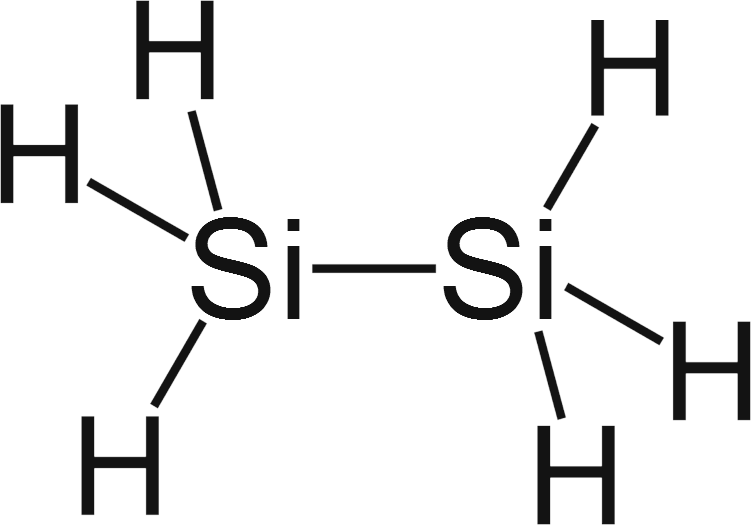
Strukturní vzorec disilanu, strukturního analogu ethanu

Silany jsou nasycené chemické sloučeniny odpovídající vzorci SixHy. Patří mezi hydrosilany, sloučeniny obsahující vazby Si-H a jiné vazby Si-X. Atomy křemíku jsou v nich tetraedrické a vodíky jsou koncové. Všechny vazby Si–H a Si–Si jsou jednoduché. Délky vazeb jsou kolem 146 pm u Si–H bond a 233 pm u Si–Si. Strukturou se silany podobají alkanům, nejjednodušším z nich je silan, SiH4, analog methanu, disilan (Si2H6), je analogem ethanu. Jedná se převážně o oblast teoretického zájmu.

## Přehled

Cyklopentasilan je svou strukturou podobný cyklopentanu, pouze molekula je větší.

Nejjednodušší jsou nerozvětvené izomery silanů, kde atomy křemíku tvoří přímý řetězec; často nazývané n-izomery. Řetězec však může být na jednom nebo více místech rozvětvený. Počet možných izomerů rychle roste s počtem křemíkových atomů.
Homologickou řadu tvoří tyto sloučeniny:
silan, SiH4 - jeden křemík a čtyři vodíky
disilan, Si2H6 - dva křemíky a šest vodíků, podobný ethanu
trisilan, Si3H8 - podobný propanu
tetrasilan, Si4H10 - 4 křemíky a 10 vodíků, podobný butanu (jeden rozvětvený izomer: izotetrasilan, obdoba isobutanu)
pentasilan, Si5H12 - dva izomery: izopentasilan a neopentasilan)
Názvy silanů se tvoří přidáním přípony -silan k odpovídající číselné předponě; například disilan Si2H6; trisilan Si3H8; tetrasilan Si4H10; pentasilan Si5H12. Jsou známy i pevné polymerní sloučeniny; pokud mají lineární řetězce a atomy vodíku nahrazené alkylovými nebo arylovými skupinami, označují se jako polysilany.
Nejjednodušším necyklickým chirálním silanem je 3-silylhexasilan, H3SiSiH2SiH(SiH3)SiH2SiH2SiH3.
Jsou známy i obdoby cykloalkanů, nazývané cyklosilany, SinH2n, n > 2.
| Silan           | Vzorec | Teplota varu [°C] | Teplota tání [°C] | Hustota [g cm−3] (při 25 °C) |
| --------------- | ------ | ----------------- | ----------------- | ---------------------------- |
| silan           | SiH4   | −112              | −185              | plyn                         |
| disilan         | Si2H6  | −14               | −132              | plyn                         |
| trisilan        | Si3H8  | 53                | −117              | 0,743                        |
| cyklotrisilan   | Si3H6  |                   |                   |                              |
| tetrasilan      | Si4H10 | 108               | −90               | 0,793                        |
| pentasilan      | Si5H12 | 153               | −72,8             | 0,827                        |
| cyklopentasilan | Si5H10 | 194               | −10,5             | 0,963                        |
| hexasilan       | Si6H14 | 193,6             | −44,7             | 0,847                        |

## Příprava
První práce zabývající se přípravou a výrobou silanů vydali Alfred Stock a Carl Somiesky. Monosilan a disilan již byly známy, ale v těchto pracích byly popsány i další členy řady SinH2n+2, až do 6 atomů Si. Také popsali tvorbu pevných polymerů. Jeden ze způsobů přípravy spočíval v hydrolýze silicidů kovů; tímto způsobem vznikaly směsi silanů, které musely být oddělovány v hlubokém vakuu.
Silany (SinH2n+2) jsou tepelně méně stabilní než alkany (CnH2n+2). Jsou náchylné k dehydrogenacím za vzniku vodíku a polysilanů. Z tohoto důvodu je izolace silanů vyšších než heptasilan obtížná.
Silany lze připravovat Schlesingerovým procesem spočívajícím v reakci perchlorovaných silanů s hydridem lithnohlinitým.

## Použití
Významné využití má SiH4 v mikroelektronice. Pomocí organokovové epitaxe z plynné fáze se silan tepelným rozkladem přeměňuje na čistý křemík:
SiH4 → Si + 2 H2

## Bezpečnost
Silan je ve směsi se vzduchem (1 až 98 % SiH4) výbušný; podobné výbušné směsi vytváří i vyšší silany. Lehčí kapalné silany jsou vysoce hořlavé; nebezpečnost se zvyšuje s délkou křemíkového řetězce.